# Artiest

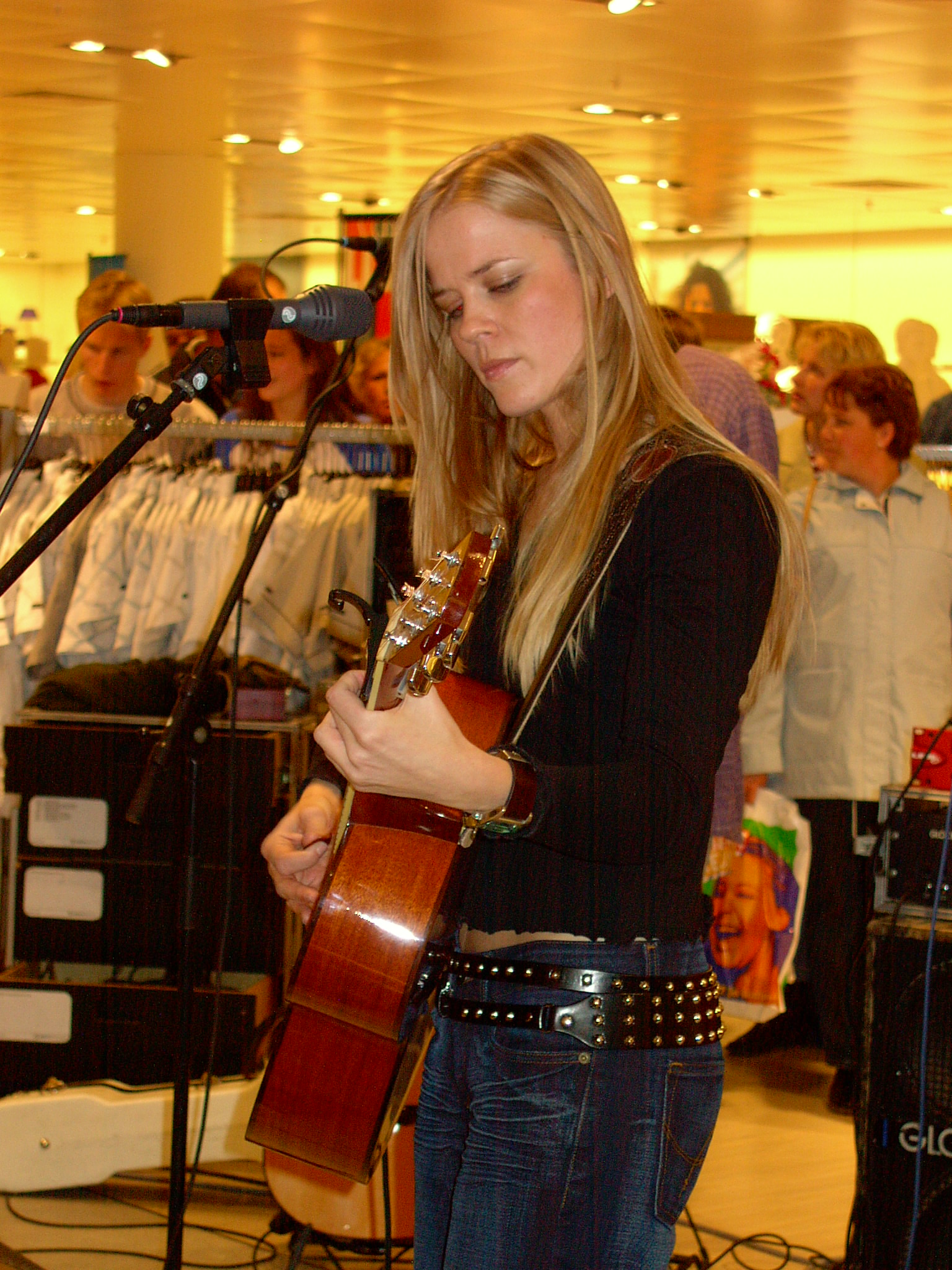
Ilse DeLange, zangeres

Een artiest of uitvoerend kunstenaar is iemand die zijn of haar artistieke begaafdheid gebruikt om in het openbaar op te treden. Artiest is een ruim begrip, het omvat onder andere muzikanten/musici van allerlei genres, dansers, acteurs, kleinkunstenaars, komedianten, goochelaars en illusionisten.

## Uitvoerend artiest
Een uitvoerend artiest is vaak een podiumkunstenaar, maar dit is niet altijd het geval, zoals bij een straatartiest en een circusartiest. Soms worden ook personen die een ondersteunende functie hebben bij een podiumoptreden 'artiesten' genoemd. De meest voorkomende vormen van artiesten zijn:
- in de muziek: zanger, muzikant, dirigent, muziekproducent, enz.;
- in het theater: acteur, cabaretier, toneelregisseur, decorontwerper, lichtontwerper, enz.;
- in film of televisie: acteur, grimeur, kledingadviseur, enz.

Vaak heeft een artiest een specifieke vorm van kunstonderwijs gevolgd, maar een artiest kan ook autodidact zijn. Bekend worden als artiest en dit als zelfstandig hoofdberoep kunnen uitoefenen lukt niet iedereen. Talent, uiterlijk, persoonlijkheid, maar ook toeval en het geluk om door de juiste persoon op het juiste moment ontdekt te worden, spelen een rol. Vaak wordt samengewerkt met een artiestenbureau of management dat contracten, financiën en optredens regelt. Soms kiest een artiest een pseudoniem als 'artiestennaam'.

## Artiest/artist in bredere zin
De term 'artiest' wordt in het alledaags Nederlands ook wel gebruikt in meer algemene zin voor niet-uitvoerende ('scheppende') kunstenaars, zoals beeldend kunstenaars, schrijvers, dichters, enz. Dit is in feite een anglicisme; het Engelse begrip artist heeft de veel algemenere betekenis van kunstenaar. Vaak wordt dan de Engelse term 'artist' gebruikt in plaats van het Nederlandse 'artiest', vooral in samenstellingen: grime artist, make-up artist (special make-up artist), storyboard artist, foley artist, drag artist, performance artist, artist in residence, enz.
Een uitvoerend artiest kan tevens scheppend kunstenaar zijn, zoals een muzikant die zijn eigen composities schrijft, of een cabaretier, die zijn eigen teksten schrijft. Een componist of tekstschrijver die uitsluitend voor anderen schrijft en zelf nooit op het podium verschijnt, zal zichzelf niet gauw artiest noemen.
Iemand die zeer bekwaam is in een bepaald vakgebied wordt soms ook artiest genoemd, soms met de toevoeging 'echt': "ze kan goed bloemschikken; een echte artiest" of "Cruyff was een balartiest".